# Corrales (New Mexico)
Corrales is een plaats (village) in de Amerikaanse staat New Mexico, en valt bestuurlijk gezien onder Bernalillo County en Sandoval County.

## Demografie
Bij de volkstelling in 2000 werd het aantal inwoners vastgesteld op 7334.
In 2006 is het aantal inwoners door het United States Census Bureau geschat op 7893, een stijging van 559 (7.6%).

## Geografie
Volgens het United States Census Bureau beslaat de plaats een oppervlakte van
29,2 km², waarvan 27,8 km² land en 1,4 km² water.

## Plaatsen in de nabije omgeving
De onderstaande figuur toont nabijgelegen plaatsen in een straal van 12 km rond Corrales.

## Bekende inwoners
Jace Norman, 21 maart 2000, acteur